# Erupción de Isla Whakaari/White de 2019
El 9 de diciembre de 2019, Isla Whakaari/White, una isla de estratovolcán activo en la región nororiental de la Bahía de Plenty de Nueva Zelanda, entró en erupción de forma explosiva. La isla era un popular destino turístico, conocido por su actividad volcánica, y 47 personas se encontraban en la isla en ese momento. Veintidós personas murieron, ya sea en la explosión o por las heridas sufridas, incluidas dos cuyos cuerpos nunca fueron encontrados y luego fueron declarados muertos. Otras 25 personas sufrieron heridas, y la mayoría necesitó cuidados intensivos por quemaduras graves. La actividad sísmica y volcánica en curso en el área, así como las fuertes lluvias, la baja visibilidad y los gases tóxicos obstaculizaron los esfuerzos de recuperación durante la semana posterior al incidente.

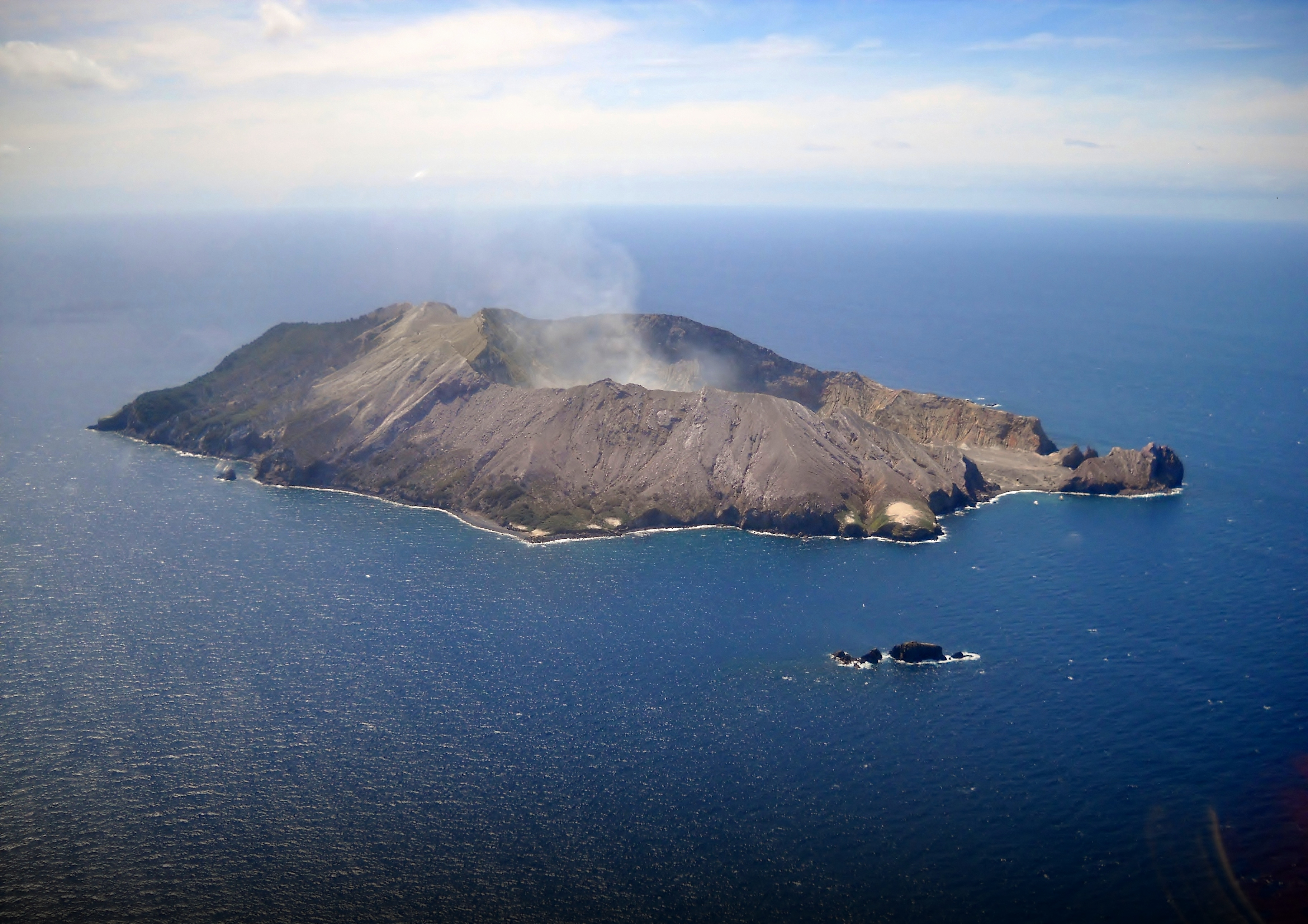
Isla Whakaari/White en 2013

Los expertos identificaron el evento como una erupción freática: una liberación de vapor y gases volcánicos que provocó una explosión, lanzando rocas y cenizas al aire.
Después de la erupción, las investigaciones dieron como resultado que WorkSafe New Zealand acusara a múltiples operadores turísticos, agencias gubernamentales y científicas en virtud de la Ley de Salud y Seguridad en el Trabajo por no garantizar la salud y la seguridad de los trabajadores y otras personas. La última audiencia se llevó a cabo en junio de 2021.